# Gonzalo Saavedra
Gonzalo Saavedra Zubiaga (San José de Mayo, 1983) es un ilustrador, animador y diseñador gráfico uruguayo conocido como GonSaa. Es el responsable del proyecto musical Lobo Está?

## Trayectoria
Como artista visual, Saavedra ha trabajado con músicos y bandas uruguayas siendo el realizador del arte de los discos "La Fórmula" (La Foca, 2019), "La sed" (La Triple Nelson, 2015) y "Érase..." (La Vela Puerca, 2014), entre otros. Fue el responsable de videos musicales para Sebastián Casafúa, La Foca y AFC.
Como ilustrador, ha trabajado para medios gráficos como la revista Lento y la diaria. Desde 2017, realiza ilustraciones combinadas con collages y animaciones en Horror In, proyecto llevado adelante a través de la plataforma Instagram. Combinando terror con humor, crea monstruos a los que llama horrorines con influencias estéticas del "(...) cine de terror clásico, los comics de Tales from the Crypt, los libros de Lovecraft, las películas de Miyazaki, hasta Hora de Aventura y la gran serie Gravity Falls".
Expuso individual y colectivamente y ha participado de obras colectivas.

### Lobo Está?

#### Discografía
- Simple "A Dos Segundos de Vos/z" (2011)
- Disco de estudio "¿Sueñan los Lobos con Ovejas Lunares?" (2012)
- CD/DVD en vivo “Contra el Frío” (2013)
- Disco de estudio "El ciervo que ladra" (2014)
- Disco de estudio "Lobo Dorado" (2016), junto con El Niño que Toca Fuerte[9]

#### Música contra el frío
Como Lobo Está?, Saavedra es organizador del evento anual "Música contra el frío" desde el año 2013 en la ciudad de San José de Mayo junto con músicos, empresas e instituciones culturales maragatas como el Espacio Cultural Ignacio Espino. A principios del invierno, cada año se presentan bandas locales y de Montevideo para recaudar ropa de abrigo que luego se distribuye en refugios con la colaboración del MIDES.